# Gran paó de nit
El gran paó de nit, paó de nit o bruixa (Saturnia pyri) és una espècie de lepidòpter ditrisi de la família dels satúrnids (Saturniidae) pròpia d'Europa meridional i nord d'Àfrica, incloent-hi els Països Catalans.

## Descripció
És una arna amb un cos robust i d'aspecte pelut que pot fer fins a uns 20 cm d'envergadura. És la papallona més grossa d'Europa. Els mascles del gran paó de nit duen antenes plomoses.
Les seves ales són de tons marronosos amb dibuixos i zones més fosques i marges clars i blanquinosos. Duu uns ocels al centre de cada ala que semblen ulls. El nom d'aquestes papallones deriva d'aquests ocels que recorden als de la cua del paó.
Les erugues del gran paó de nit viuen de les fulles de l'arç blanc, ametller, cirerer, prunera, albercoquer i freixe. Són de color groguenc amb berrugues d'altres colors, predominantment blanc i negre. La crisàlide es troba envoltada en un capoll sedós.

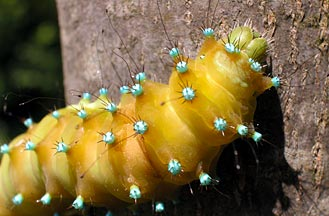
Eruga del gran paó de nit
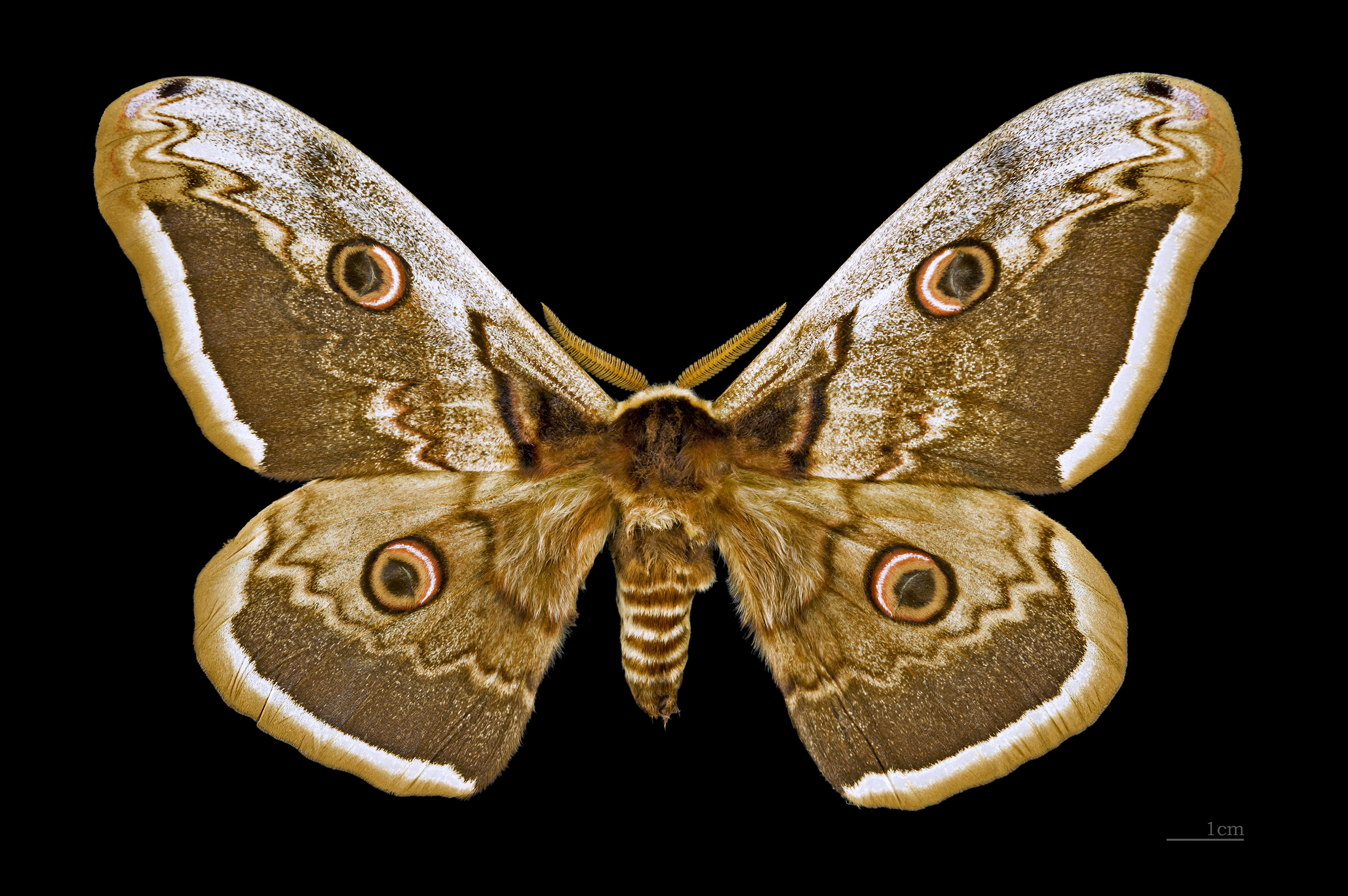
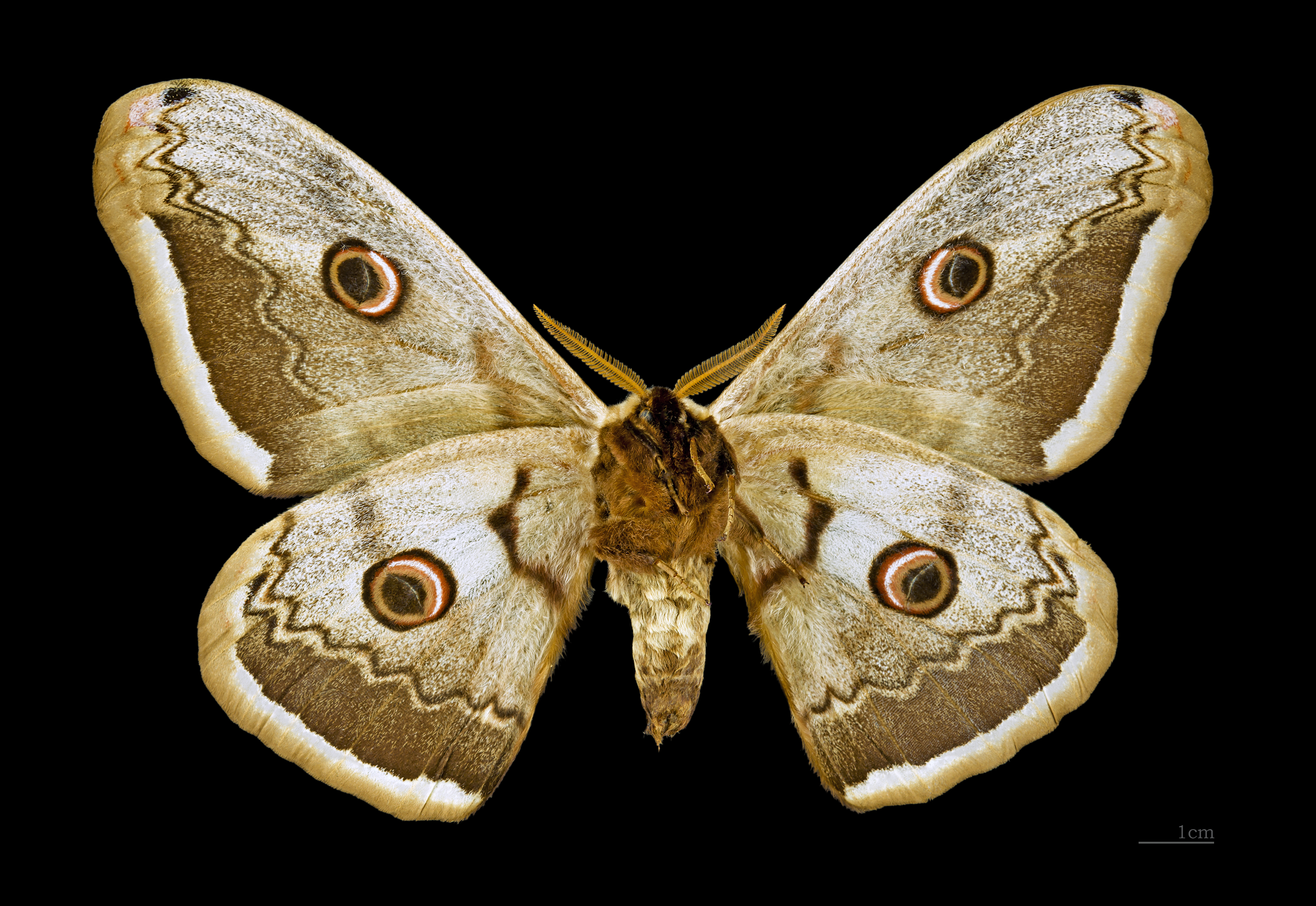
△

## Distribució i hàbitat

Distribució del gran paó de nit a Europa occidental

Aquesta papallona es troba a tota l'Europa meridional i a la zona de la Mediterrània, de la península Ibèrica i l'Àfrica del nord fins a Armènia.
Els adults del gran paó de nit volen del final de març fins a juny. El seu hàbitat són camps i boscos esclarissats fins a 2.000 m.
Les papallones adultes viuen sovint a la vora dels llocs habitats. Les llums dels fanals atreuen i desorienten aquestes papallones durant la nit. L'imago és incapaç de libar nèctar. Per tant, només tenen uns pocs dies de vida, cosa que agreuja el problema de la contaminació lumínica. Si plou fort, els grans paons de nit es refugien sovint dintre de les cases i edificis abandonats.